# Islams indelning av världen
Enligt islamisk lag består världen av tre delar: dar al-Islam ("Islams land"), som beskriver de delar av världen där islamisk lag råder;  dar al-'Ahd eller dar al-sulh ("Fredens land") eller ("Avtalets land"), som beskriver icke-muslimska stater med vilka en islamisk regim har ett alliansavtal om fred;   och dar al-harb ("Krigets land"), som beskriver icke-muslimska länder som inte har ett fredsavtal med Islams land.
Enligt islam ska muslimer uppfatta islam som en universell religion och den rätta lagen för hela mänskligheten. Dock tillåts andra (monoteistiska) religioner utöva sin religion på villkor att de accepterar islamisk överhöghet och blir Dhimmi. Muslimer förväntas sprida sharia och islams överhöghet genom ständig jihad mot dar al-harb, med vilken dar al-Islam per definition alltid befinner sig i ett tillstånd av krig med. Det första stadiet av detta krig är Dawah (fredlig mission genom övertalning); det andra steget är direkt krigföring genom våld tills motståndaren underkastar sig och blir dhimmi. En kafir som inte underkastar sig islam genom att antingen konvertera eller bli dhimmi, kan som alternativ till att dödas tas som slav. Detta uppfattas som ett alternativ till mission, eftersom slavar som regel konverterade till islam, bland annat då det gav dem en möjlighet till friges.  
Historiskt har dar al-harb, ett icke-muslimskt land utan fredsavtal med ett muslimskt land, tjänat som ett land där muslimer har hämtat sina slavar,  eftersom muslimer per definition alltid anses befinna sig i krig med icke-muslimer om det inte finns avtal som säger annat, och icke-muslimer i krig enligt islamisk lag om slaveri i islam ses som legitima att tas som slavar av muslimer. En person från dar al-harb kunde därmed inte riskfritt röra sig i ett muslimskt land. 